# Delm (Wüstung)

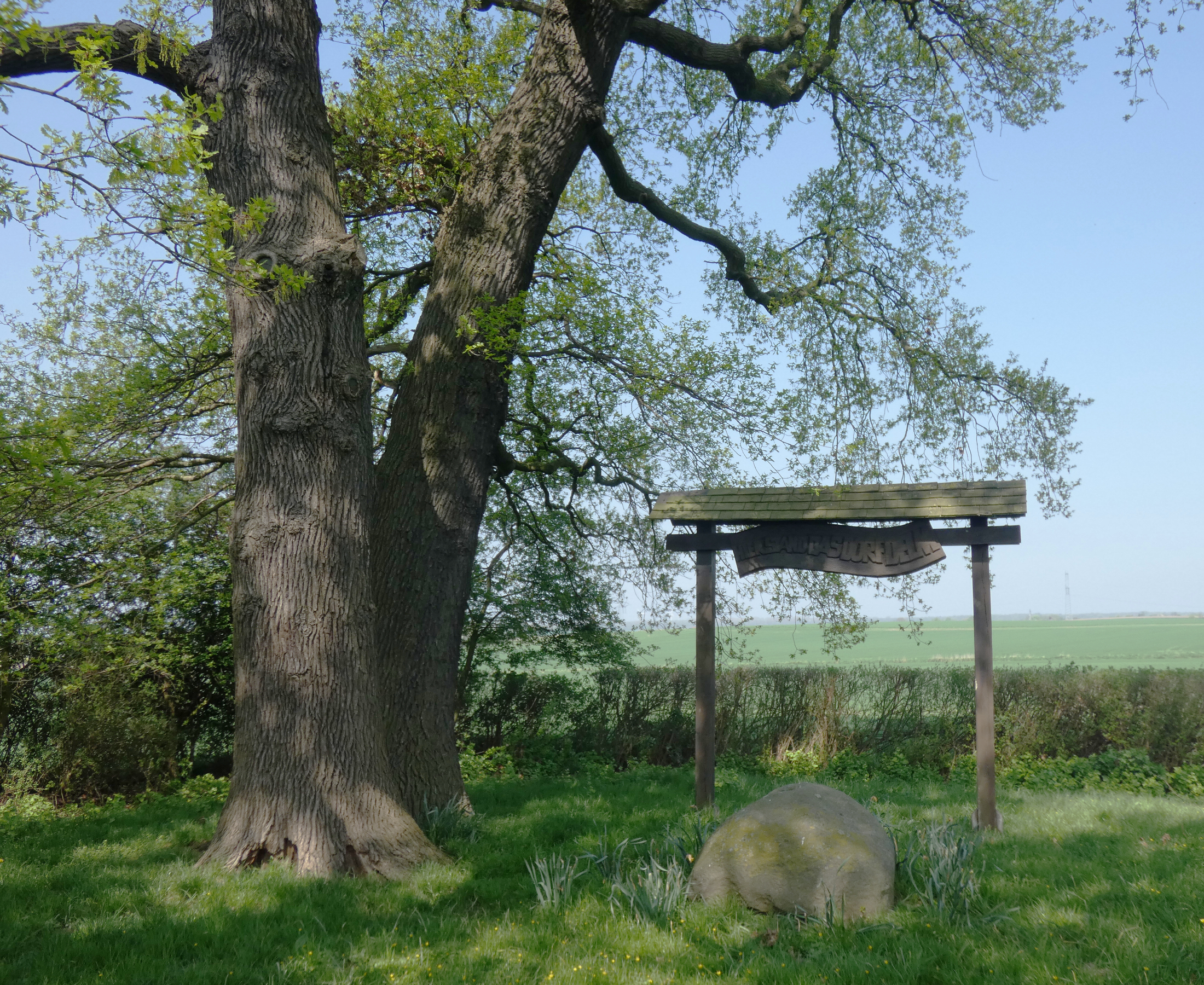
Erinnerung an den Ort Delm

Delm ist eine Wüstung beim Laatzener Stadtteil Ingeln-Oesselse in der Region Hannover in Niedersachsen.
Der Ort Delm lag etwa drei Kilometer südlich von Ingeln. Unmittelbar angrenzend verläuft heute die Grenze der Region Hannover zum Landkreis Hildesheim.
In den Wirren vor und während der Hildesheimer Stiftsfehde zwischen den welfischen Fürstentümern und dem Hochstift Hildesheim verließen die Bewohner den Ort Delm und siedelten sich in den umliegenden Orten Hotteln, Ingeln, Oesselse, Bledeln, Gödringen, Lühnde und Sarstedt an. Die Delmer Ländereien wurden bereits im Jahr 1450 von Ingeln aus bewirtschaftet.

## Realgemeinde Delm
Die Realgemeinde Delm verwaltet noch im 21. Jahrhundert einen in der Gemarkung Hotteln gelegenen Grundbesitz von 2,8165 ha. Traditionell kommen der Bürgermeister der Realgemeinde aus Ingeln und der Rechnungsführer aus Hotteln. Die Mitgliedschaft in der Realgemeinde Delm kann nur ererbt oder erheiratet werden.

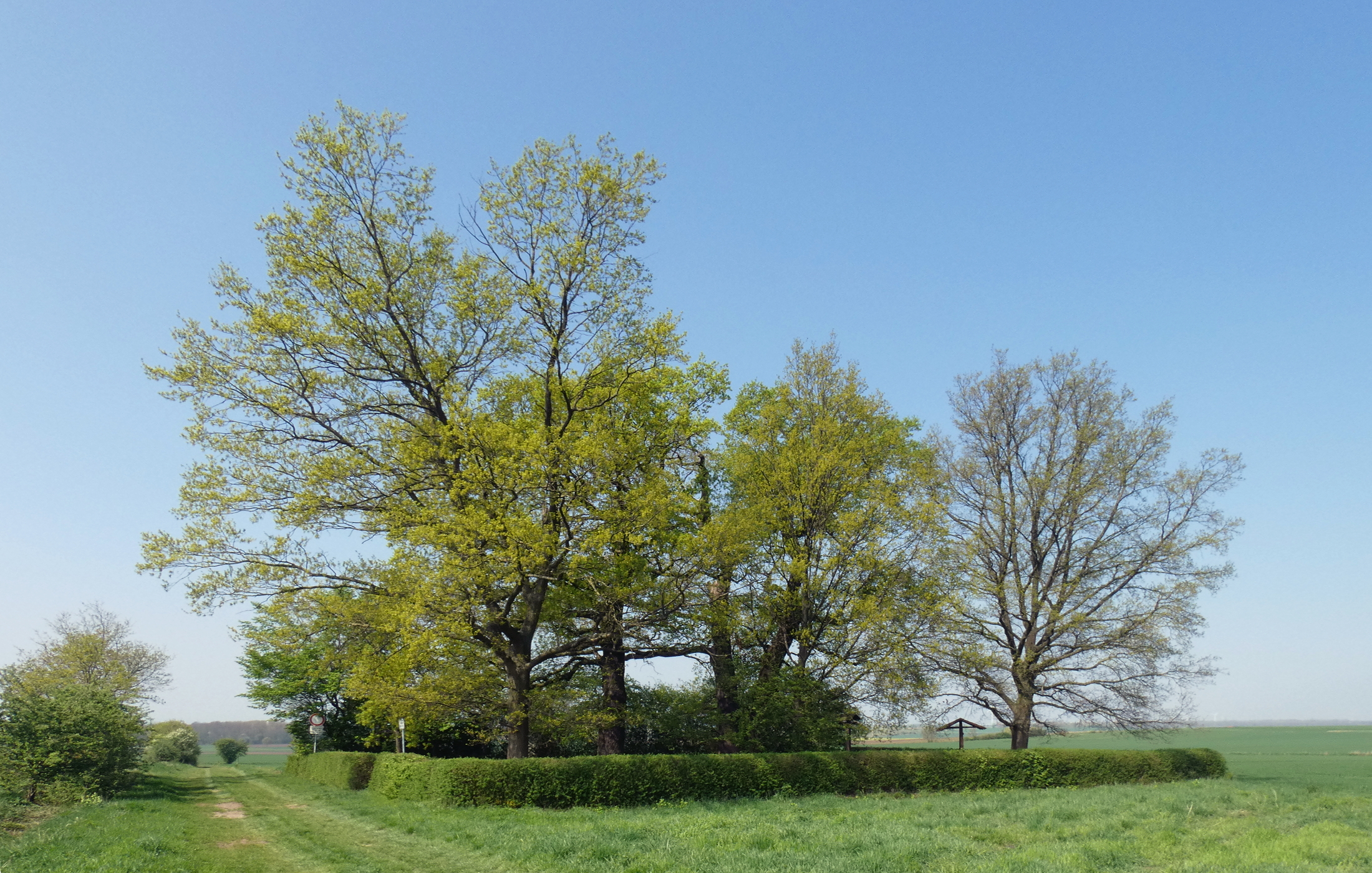
Die eingefriedeten Delmer Eichen

## Delmer Eichen
An den Standort des Dorfes Delm erinnern Hinweistafeln unter der von Hecken eingefriedeten Baumgruppe der Delmer Eichen. Das Gelände wird gelegentlich am Himmelfahrtstag zu einem evangelisch-lutherischen Gottesdienst für die umliegenden Ortschaften genutzt. Die Baumgruppe ist als Naturdenkmal eingetragen.
Die drei Eichen im Ingelner Wappen sollen an den Ort Delm erinnern.

## Delmer Berg

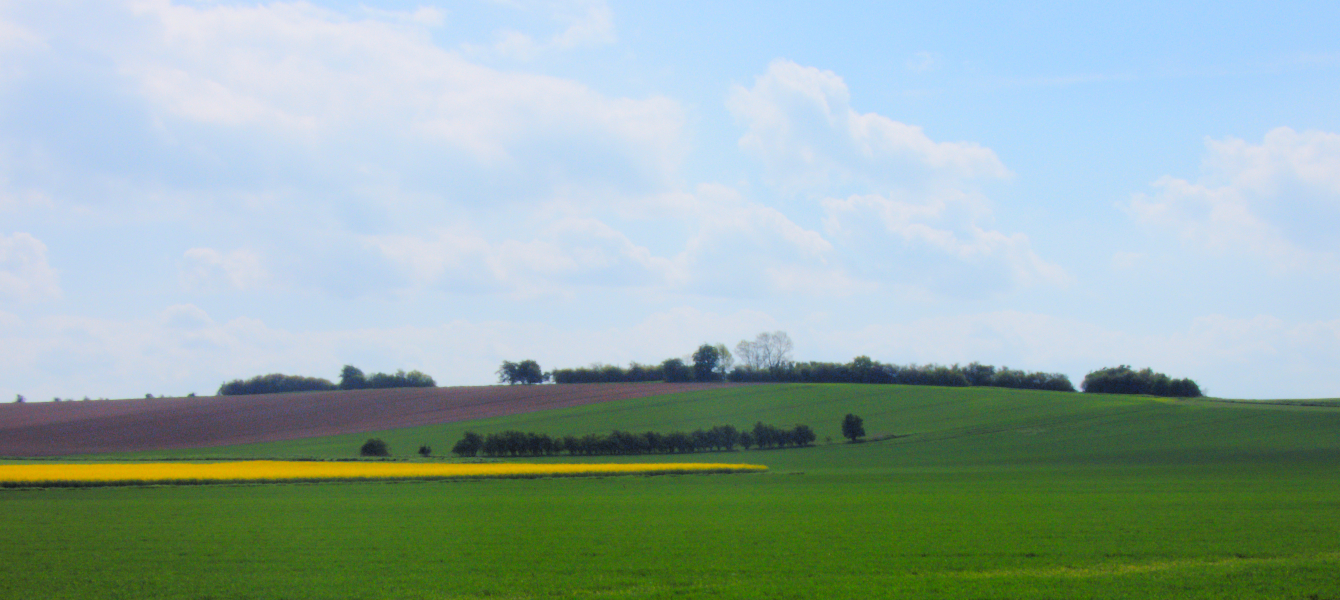
Der Delmer Berg

Der Delmer Berg oder auch Delmberg ist eine 400 m südlich der Wüstung auf Sarstedter Gebiet gelegene etwa 103 m ü. NN hohe Erhebung.